# Белецкий-Носенко, Павел Павлович
Па́вел Па́влович Беле́цкий-Носе́нко (16 [27] августа 1774 — 11 [23] июня 1856) — украинский писатель и педагог XIX века, из дворян Полтавской губернии.

## Биография
1788 — сражался под Очаковом, а в 1791 г. участвовал в штурме варшавского предместья Праги.
Около 1798 г. Павел Павлович оставил военную службу и навсегда поселился в Прилуках (Полтавской губернии), где основал в 1789 г. двухклассное народное училище, в 1812 г. преобразованное в 3-классное поветовое (уездное) училище.
Кроме того, Белецкий-Носенко учредил в Прилуках частный пансион, существовавший ещё в 1831 году.
Энциклопедически образованный, Белецкий-Носенко представлял собой тип человека Екатерининской эпохи, когда старались приготовлять людей, способных ко всякого рода государственной службе. В своих свыше чем 60 сочинениях Павел Павлович является эстетиком, романистом, философом, историком, филологом, этнографом, врачом, сельским хозяином и проч.
Белецкий-Носенко постоянно старался идти в уровень с развитием знания и общественной мысли. Он вёл с 1813 по 1826 гг. деятельную переписку с обществом наук при Императорском Харьковском университете, а с 1826 по 1839 гг. — с петербургским Вольным Экономическим обществом.
Литературную деятельность начал переводом с французского романа «Семейство фон-Гальден» А. Лафонтена (4-е части, 1808); затем последовали:
- «Сказки на малороссийском языке» (1812);
- «Словарь немецких писателей» (1816);
- «Ломоносов и Державин, величайшие лирики российские» (1818);
- «Пасечник или опытное пчеловодство в южной полосе России» (1818; с дополнением, 1845);
- «Существенные свойства поэзии и риторики» (1821);
- «Логика» (1821);
- «Баллады на малороссийском языке» (1822—1829);
- «Басни»; «Начальное основание римского права» (1826);
- «Зиновий Богдан Хмельницкий» (3 части, 1829);
- «О заразительной болезни холере» (1831);
- «Иван Золотаренко» (1839);
- «Словарь малороссийского или юго-восточного русского языка» (1841—1842) и др.

Перечень его трудов помещён в «Москвитянине» 1855 г.; по-видимому, вскоре после 1855 г. Белецкий-Носенко и умер.
Изданы в 1871—1872 гг. в Киеве его: «Горпинида чи вхопленная Прозерпина»; «Приказки»; «Гостинец землякам і спиви в образних ричах» и «Пасечник».